# Robrecht I de Fries
Robrecht I de Fries (ca. 1029/32 – Kasteel van Wijnendale, 13 oktober 1093) was graaf van Vlaanderen van 1071 tot aan zijn dood en regent van West-Frisia van 1063 tot 1070 namens de minderjarige Dirk V.

## Jongere jaren
Robrecht de Fries was de tweede zoon van graaf Boudewijn V van Vlaanderen en van Adela van Frankrijk. Volgens Lampert van Hersfeld trok hij als jonge man de wereld rond en streed hij in Spanje en Griekenland, maar die verhalen berusten op fantasie. Vermoedelijk bracht hij zijn jeugd gewoon door in Vlaanderen, tot zijn vader hem koppelde aan Geertruida van Saksen, de weduwe van graaf Floris I. 

## Regent van West-Frisia
Na zijn huwelijk met Geertruida in 1063, vestigde Robrecht zich in West-Frisia. Dit graafschap was vanouds een deel van Frisia, vandaar dat Robrecht al tijdens zijn leven de bijnaam "de Fries" kreeg. Hij deed ten gunste van zijn oudere broer Boudewijn VI, en diens zoon Arnulf III, afstand van zijn aanspraken op het graafschap Vlaanderen. In het najaar van 1070 werden Robrecht en zijn gezin echter uit West-Frisia verjaagd door Willem van Gelre, de bisschop van Utrecht en hertog Godfried III van Neder-Lotharingen. Ze moesten vluchten naar Gent.

## Vlaanderen
Na het overlijden van Boudewijn VI in 1070 en na het verlies van West-Frisia, kwam Robrecht terug op zijn afstand van Vlaanderen en greep de macht in het graafschap, ten koste van zijn neef Arnulf die de rechtmatige erfgenaam was. Arnulfs moeder, Richilde van Henegouwen, zocht in Normandië steun bij haar zwager Willem de Veroveraar, de man van haar schoonzus Mathilde van Vlaanderen. Ook kreeg zij de steun van koning Filips I, die de belangen van zijn rechtmatige vazal verdedigde. Richildes leger werd op 20 februari 1071 in de slag bij Kassel echter verslagen. De jonge Arnulf werd gedood, en Robrecht was voortaan de  graaf van Vlaanderen.
Nauwelijks een maand na de nederlaag bij Kassel trok Richilde met een gezamenlijk Henegouws en Frans leger ten strijde tegen Robrecht de Fries. Robrecht was in het defensief, maar haalde toen een slimme diplomatieke zet uit. Hij had voordien in Kassel Eustaas, graaf van Boulogne, gevangengenomen. Deze was tevens de broer van Godfried, bisschop van Parijs en kanselier van Filips I. Door een goed woord van laatstgenoemde bij de Franse koning en de vrijlating van Eustaas, zag Filips I af van verdere steun aan Richilde. Robrecht de Fries verzoende zich met de Franse koning en gaf hem zijn stiefdochter Bertha van Holland tot vrouw.
Richilde probeerde nog een laatste keer om Vlaanderen te heroveren voor haar jongere zoon Boudewijn. Ze sloot een nieuw bondgenootschap met de bisschop van Luik, Godfried III met de Bult, hertog van Neder-Lotharingen, Willem I, bisschop van Utrecht, en de bisschoppen van Verdun en Kamerijk alsook de aartsbisschop van Keulen. Robrecht besloot echter om keizer Hendrik IV te huldigen voor Rijks-Vlaanderen. In ruil daarvoor zorgde Hendrik ervoor dat zijn vazallen en bisschoppen Richilde niet meer steunden. De grote veldtocht tegen Vlaanderen, die Richilde in gedachten had, kwam er niet, en het conflict doofde uit.

## Strijd tegen de bisschop van Utrecht
Toen Robrecht in Vlaanderen stevig in het zadel zat, hielp hij zijn stiefzoon Dirk V om het graafschap West-Frisia te heroveren. Ze organiseerden samen een  aanslag op de hertog van Neder-Lotharingen Godfried met de Bult. Deze werd in Vlaardingen, toen hij 's nachts het toilet bezocht, gespietst met een scherp wapen. Hij stierf op 26 februari 1076. Een paar maanden later, op 8 juni 1076, versloegen Robrecht en Dirk de bisschop van Utrecht in de Slag bij IJsselmonde. Dirk V kwam weer terug als graaf en hij bestuurde Holland tot zijn dood in 1091..

## Betrokkenheid bij de Engelse troon
De betrekkingen met de Engelse koning Willem de Veroveraar waren na de slag bij Kassel in 1071 verre van vriendschappelijk. Willem de Veroveraar had toen een contingent Normandiërs gestuurd om Richilde te steunen in haar strijd tegen Robrecht. Robrecht steunde de aanspraken van zijn schoonzoon Knoet IV van Denemarken op de (verloren) Engelse troon. Samen waren zij van plan een vloot van 1600 schepen naar Engeland sturen. Het kwam echter niet zover; door een broedertwist tussen de twee Deense prinsen Knoet IV en Olaf. Olaf werd gevangengenomen en naar Robrecht gestuurd. Maar kort daarop, op 10 juli 1086, werd Knoet IV vermoord. Olaf I van Denemarken mocht na betaling van een aanzienlijke som losgeld naar Denemarken terugkeren.

## Pelgrimstocht naar Jeruzalem
Robrecht de Fries had het plan opgevat om op pelgrimstocht naar Palestina (het "Heilige Land") te trekken (1086–1091) (dus nog geen decennium voor de Eerste Kruistocht). In 1086 vertrok hij vergezeld door een klein leger uit Vlaanderen. Hij liet het bestuur van het graafschap in handen van zijn zoon, de latere Robrecht II.
Robrecht de Fries verbleef twee jaar in Jeruzalem. Bij zijn terugkeer knoopte Robrecht betrekkingen aan met de Byzantijnse keizer Alexius Comnenus, aan wie hij militaire hulp verleende in diens strijd tegen de Seltsjoeken. In een gevecht reden Robert en drie van zijn metgezellen voor de hoofdmacht van het leger uit in een charge tegen troepen onder commando van Kerbogha, wiens troepen in dit gevecht door de christenen volledig uit elkaar werden geslagen.

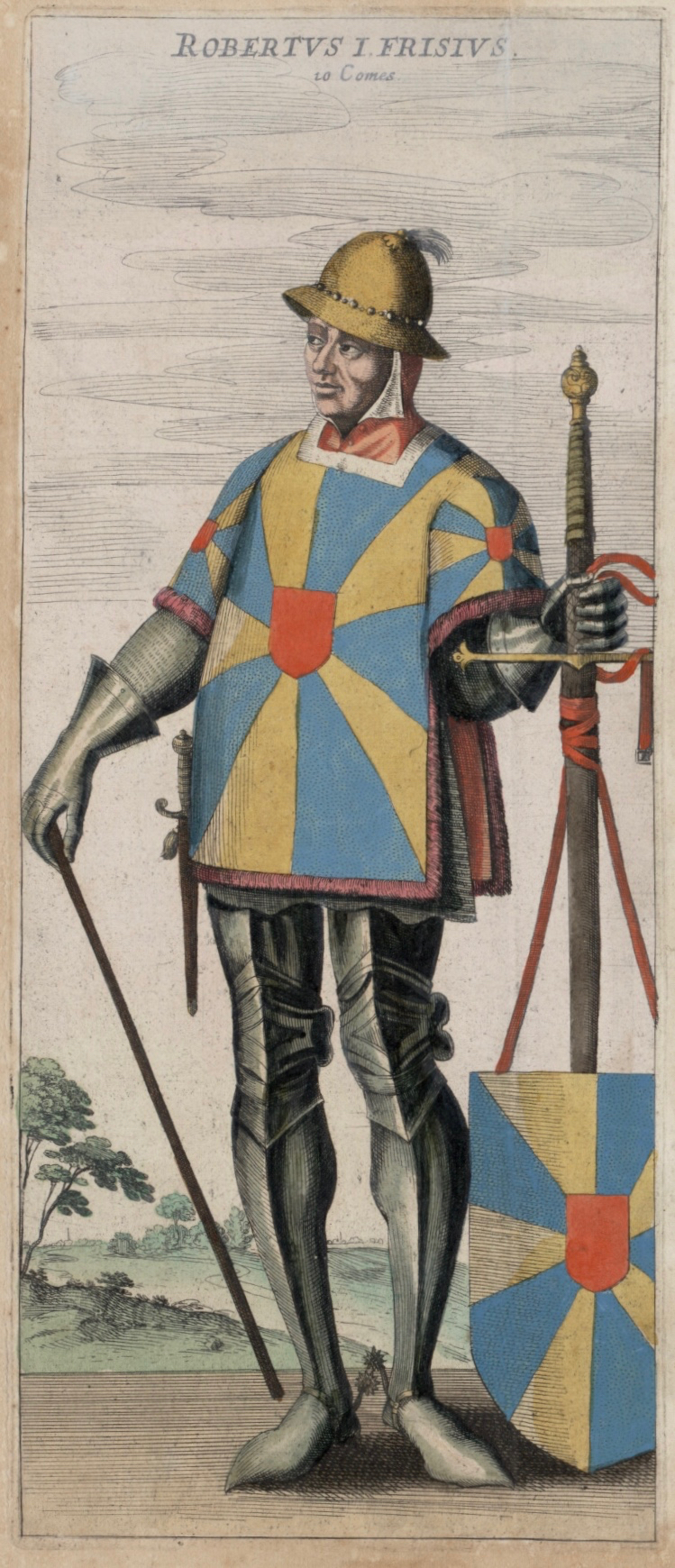
Graaf Robrecht I, de Fries (afbeelding uit Flandria illustrata, 1641)

## Hervormingen
Robrecht de Fries staat bekend om zijn binnenlandse hervormingen die hem in staat stelden met de steun van de steden het grafelijk gezag te verstevigen, ten nadele van de voorrechten van de adel en de geestelijkheid. Dit ging niet vanzelf. Arnoldus, bisschop van Soissons en latere stichter van de abdij in Oudenburg, ging in 1083 op reis door het graafschap om de vrede te herstellen tussen de graaf en de adel. Arnoldus zou sterven op 15 augustus 1087 te Oudenburg gedurende een tweede vredestocht. Robrecht de Fries voerde het ambt in van grafelijke kanselier en bevorderde de ontluikende handel. Hij was bovendien geïnteresseerd in letteren en wetenschappen. 
Hij maakte van Brugge een Europees handelscentrum. Door de begrippen godsvrede en -bestand na te leven, bevorderde hij ook de vrede met naburige graafschappen. Brugge werd ook een politiek centrum en hierdoor verplaatste zich het overwicht van het meer Gallicaanse Zuiden naar het meer Dietse Noorden. Hij verbleef vaak in Brugge en bouwde ook een kasteel in Wijnendale waar hij vaak verbleef. Daarnaast verbleef hij soms ook in het kasteel van Veurne.
Robrecht was een bondgenoot van paus Gregorius VII, maar in de praktijk hield hij zich niet aan diens Gregoriaanse hervorming. Hij bemoeide zich namelijk zelf nadrukkelijk met bisschopsbenoemingen.

## Graf en opvolging
Robrecht en Geertruida van Saksen kreeg mogelijk zes kinderen:
- Adela van Vlaanderen, gehuwd met Knoet IV van Denemarken, en de ouders van Karel van Vlaanderen de Goede, graaf 1119-1128
- Robrecht II van Vlaanderen, (ca 1065 - 1111), graaf vanaf 1093 tot 1111 en vader van Boudewijn VII van Vlaanderen, graaf 1111-1119
- Filips van Lo, vader van de bastaard Willem van Ieper
- Ogiva, abdis van Mesen
- mogelijk Boudewijn, jong gestorven
- Gertrudis, in haar tweede huwelijk getrouwd met Diederik van Opper-Lotharingen, en de ouders van Diederik van de Elzas, graaf van Vlaanderen vanaf 1128 tot 1168.

Robrecht liet in Kassel in 1072 de Sint-Pieterskerk bouwen op de Terrasse du Château (het platform boven op de Kasselberg) om zijn overwinning op de Franse koning te vieren die hij het jaar voordien op de naamdag van Sint-Pieter had behaald. Robrecht werd in 1093 in een crypte onder de kerk begraven. In 1787 begon men met de afbraak van de kerk. Tijdens de Franse Revolutie werden zijn asresten opgegraven en in een goot gegooid.
Robrecht werd opgevolgd door zijn zoon, Robrecht II van Jeruzalem, aan wie hij reeds vóór zijn vertrek op pelgrimstocht gedeeltelijk het bestuur van zijn graafschap overdroeg (sinds 1080).

## Voorouders
| Voorouders van Robrecht I de Fries  | Voorouders van Robrecht I de Fries                                            | Voorouders van Robrecht I de Fries                                            | Voorouders van Robrecht I de Fries                                             | Voorouders van Robrecht I de Fries                                             | Voorouders van Robrecht I de Fries                                        | Voorouders van Robrecht I de Fries                                        | Voorouders van Robrecht I de Fries                                        | Voorouders van Robrecht I de Fries                                        |
| ----------------------------------- | ----------------------------------------------------------------------------- | ----------------------------------------------------------------------------- | ------------------------------------------------------------------------------ | ------------------------------------------------------------------------------ | ------------------------------------------------------------------------- | ------------------------------------------------------------------------- | ------------------------------------------------------------------------- | ------------------------------------------------------------------------- |
| Overgrootouders                     | Arnulf II van Vlaanderen (960-988) ∞ 968 Suzanna van Italië (950-1003)        | Arnulf II van Vlaanderen (960-988) ∞ 968 Suzanna van Italië (950-1003)        | Frederik van Luxemburg (965-1019) ∞ 995 Irmtrud van de Wetterau (ca. 987-1020) | Frederik van Luxemburg (965-1019) ∞ 995 Irmtrud van de Wetterau (ca. 987-1020) | Hugo Capet (940-996) ∞ Adelheid van Poitiers (ca. 952-1004)               | Hugo Capet (940-996) ∞ Adelheid van Poitiers (ca. 952-1004)               | Willem I van Provence (956-993) ∞ 1003 Adelheid van Anjou (?-1026)        | Willem I van Provence (956-993) ∞ 1003 Adelheid van Anjou (?-1026)        |
| Grootouders                         | Boudewijn IV van Vlaanderen (980-1035) ∞ 1012 Otgiva van Luxemburg (986-1030) | Boudewijn IV van Vlaanderen (980-1035) ∞ 1012 Otgiva van Luxemburg (986-1030) | Boudewijn IV van Vlaanderen (980-1035) ∞ 1012 Otgiva van Luxemburg (986-1030)  | Boudewijn IV van Vlaanderen (980-1035) ∞ 1012 Otgiva van Luxemburg (986-1030)  | Robert II van Frankrijk (972-1031) ∞ Constance van Arles (986-1034)       | Robert II van Frankrijk (972-1031) ∞ Constance van Arles (986-1034)       | Robert II van Frankrijk (972-1031) ∞ Constance van Arles (986-1034)       | Robert II van Frankrijk (972-1031) ∞ Constance van Arles (986-1034)       |
| Ouders                              | Boudewijn V van Vlaanderen (1013-1067) ∞ 1028 Adela van Mesen (1116-1165)     | Boudewijn V van Vlaanderen (1013-1067) ∞ 1028 Adela van Mesen (1116-1165)     | Boudewijn V van Vlaanderen (1013-1067) ∞ 1028 Adela van Mesen (1116-1165)      | Boudewijn V van Vlaanderen (1013-1067) ∞ 1028 Adela van Mesen (1116-1165)      | Boudewijn V van Vlaanderen (1013-1067) ∞ 1028 Adela van Mesen (1116-1165) | Boudewijn V van Vlaanderen (1013-1067) ∞ 1028 Adela van Mesen (1116-1165) | Boudewijn V van Vlaanderen (1013-1067) ∞ 1028 Adela van Mesen (1116-1165) | Boudewijn V van Vlaanderen (1013-1067) ∞ 1028 Adela van Mesen (1116-1165) |
| Robrecht I de Fries (ca. 1029-1093) |                                                                               |                                                                               |                                                                                |                                                                                |                                                                           |                                                                           |                                                                           |                                                                           |